# Amphiesma sauteri
Amphiesma sauteri este o specie de șerpi din genul Amphiesma, familia Colubridae, descrisă de Boulenger 1909. A fost clasificată de IUCN ca specie cu risc scăzut. Conform Catalogue of Life specia Amphiesma sauteri nu are subspecii cunoscute.